# Seven Oaks (Texas)
Pour les articles homonymes, voir Seven Oaks.
La ville de Seven Oaks est située dans le comté de Polk, dans l’État du Texas, aux États-Unis. Sa population s’élevait à 111 habitants lors du recensement de 2010, estimée à 119 habitants en 2016.

## Source
- (en) Cet article est partiellement ou en totalité issu de l’article de Wikipédia en anglais intitulé « Seven Oaks, Texas » (voir la liste des auteurs).